# 清湾镇
清湾镇，是中华人民共和国广西壮族自治区玉林市北流市下辖的一个乡镇级行政单位。

## 行政区划
清湾镇下辖以下地区：
清湾社区、清湾村、中龙村、白米村、旺垌村、六到村、六仑村、凤塘村、陈冲村、平旦村、双龙村、候山村、清平村、禾界村、龙南村和香田村。